# 匍枝金丝桃
匍枝金丝桃（学名：Hypericum reptans）为藤黄科金丝桃属下的一个种。

## 扩展阅读
- 維基物種上的相關：匍枝金丝桃